# مارگارت وستاگر
مارگارت وستاگر (دانمارکی: Margrethe Vestager، تلفظ دانمارکی: [makʁæ:ˀtə ˈvɛstæ:ˀɐ]، زادهٔ ۱۳ آوریل ۱۹۶۸) سیاست‌مدار اهل دانمارک و از سال ۲۰۱۴ کمیسر رقابت اتحادیهٔ اروپا است. پیش از این، او از ۲۰ نوامبر ۲۰۰۱ تا ۲ سپتامبر ۲۰۱۴ نمایندهٔ حزب سوسیال لیبرال دانمارک در فلکتین بود. وستاگر از ۲۰۰۷ تا ۲۰۱۴ رهبر سیاسی این حزب و از ۲۰۱۱ تا ۲۰۱۴ وزیر امور اقتصاد و امور داخلی دانمارک بود.